# 杰伊·罗德里格斯
積·安歷基·洛迪古斯（西班牙語：Jay Enrique Rodríguez，1989年7月29日—）是一名英格蘭職業足球員，司職前鋒或翼鋒，現時效力英格蘭足球甲級聯賽球會域斯咸。

## 球會生涯

### 早年
洛迪古斯在兰开夏郡伯恩利出生於一個西班牙家庭，他的祖父為工作移居英格蘭，其父傑高（Kiko Rodríguez）曾返回西班牙效力拉科魯尼亞，其後在乙組打滾，於1983年回歸英格蘭轉投般尼，在預備隊效力7個月，終因態度問題未能晉身一隊，只有投效非聯賽球隊繼續踢球。洛迪古斯就讀於「夏辛福特小學」（Heasandford Primary School），其後升讀「巴登高校」（Barden High School）。

### 般尼
洛迪古斯早於10歲已加入般尼優才中心（centre of excellence），於2005年他與球會簽訂學童合約。2006/07年球季季末洛迪古斯被提升上一隊，是唯一獲時任領隊史蒂夫·科特里爾（Steve Cotterill）提拔的隊中青年球員。
2007/08年球季季前洛迪古斯與般尼簽署首份職業合約。2007年7月17日，洛迪古斯於對域斯咸的友誼賽首次上陣，下半場82分鐘後補登場，更獲派射入十二碼為球隊鎖定5-2勝局。同年12月29日他在聯賽處子亮相，於主場0-1負於布里斯托城在賽事末段後補上陣5分鐘。2008年1月洛迪古斯被外借到蘇甲球會史特靈直到球季結束。1月12日首次披甲在蘇格蘭足總盃作客0-3負於些路迪後補上陣；期間合共上陣12場及射入3球。
2008年9月23日英格蘭聯賽盃第三圈主場迎戰英超球隊富咸，洛迪古斯於85分鐘才後補登場，3分鐘後接應妙傳，扭過對方的瑞士門將帕斯卡·蘇巴保拿射入空門，是他為般尼射入的個人首球，兼奠定勝局以1-0淘汰對手出局。洛迪古斯成為般尼的盃賽殺手，2009年1月13日於英格蘭足總盃第三圈主場對昆士柏流浪，在加時賽完場前射入以2-1絕殺對手。般尼晉級聯賽盃準決賽對另一支倫敦英超球隊熱刺，雖然首回合作客負1-4，1月21日回到主場進行次回合賽事，洛迪古斯於完場前為球隊射成3-0，累計4-4進入加時賽，離完場尚餘兩分鐘，如再無記錄，般尼將可以作客入球優惠晉級決賽，但卻被及接連入球追成3-2，累計4-6慘遭淘汰。這個球季洛迪古斯亦在聯賽打開入球進帳，於3月份連續兩場聯賽分別在水晶宮及諾定咸森林身上各取1球。洛迪古斯整季在各項賽事合共上陣35場及射入5球，般尼取得聯賽第5位，並透過附加賽取得升班英超資格。
2009年8月洛迪古斯與般尼續簽兩年新約。2009/10年球季季初洛迪古斯為般尼在兩場英格蘭聯賽盃上陣後，便因代表預備隊上陣腳踝骨折而缺陣4個月，錯失亮相英超的機會，傷癒後般尼正為護級而努力，使他沒法再躋身一隊陣中，於2010年2月1日獲外借到英冠球會班士利，為期1個月，他在首次披甲對普雷斯頓，於完場前補時才後補登場，僅兩分鐘即射入1球為球隊鎖定4-1勝局；期間上陣6場及射入1球。洛迪古斯返回般尼直到球季結束亦沒有上陣機會，而球隊亦於季後降班返回英冠。
2010/11年球季般尼的一對前鋒正選為及（Martin Paterson），但洛迪古斯以「超級後補」身份上陣機會大增，2010年9月11日他在主場4-3擊敗普雷斯頓再次於完場前入球絕殺對手，自此開始奠定常規正選席位。10月2日作客1-1賽和米禾爾正選上陣兼為球隊先拔頭籌；而般尼亦與季後約滿的洛迪古斯商討續約。下一場聯賽作客對錫菲聯，洛迪古斯於完場前射入為球隊再超前3-2，但卻在補時失回1球成3-3平手完場。12月11日主場對列斯聯，洛迪古斯又射入1球為球隊領先2-0結束上半場，但下半場列斯聯連下三城反勝3-2；2011年元旦主場4-2擊敗錫菲聯，伊維路莫與洛迪古斯在上半場補時各入1球為球隊反超前3-1；1月25日作客2-1擊敗樸茨茅夫以右腳射入為球隊先開記錄是他季內第六個入球。2011年2月5日主場對诺里奇城，洛迪古斯再次於賽事末段射入奠勝球，以2-1擊敗對手並協助球隊取得主場五場不敗走勢。2月11日般尼新帥埃迪·霍維表示與洛迪古斯儘快續約是其優先任務。2月21日獲選「英格蘭聯賽1月份最佳青年球員」。

### 修咸頓
2012年夏季，多支英超球隊包括、及均曾與洛迪古斯扯上關係，於5月末般尼接受新升英超的修咸頓出價，轉會於6月10日落實，身價據報為破球會記錄的約700萬英鎊，簽約四年。

### 西布朗
2017年夏季，杰伊-罗德里格斯离開修咸頓，加盟西布朗，转会费為1200萬英鎊。

## 國家隊生涯
2011年2月3日洛迪古斯獲首次徵召加入英格蘭U21備戰對義大利的友誼賽，2月8日下半場獲派首次後補上陣。

## 外部連結
- Jay Rodriguez profile at burnleyfootballclub.com
- 足球数据库：積·洛迪古斯的球员统计数据
- Soccerway資料庫：杰伊·罗德里格斯